# Denis Pétau

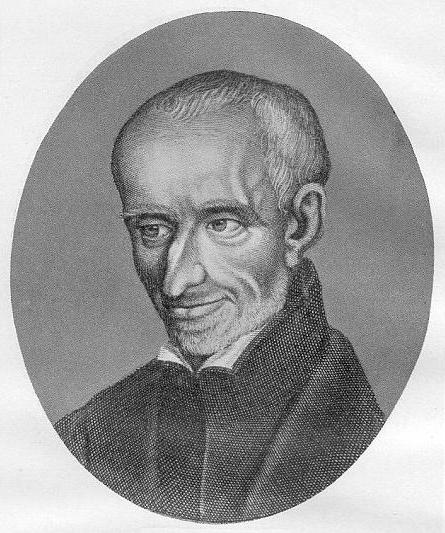
Denis Pétau

Dogmata theologica, 1757

Denis Pétau SJ auch: Dionysius Petavius (* 21. August 1583 in Orléans; † 11. Dezember 1652 in Paris) war ein französischer Jesuit sowie berühmter Chronologe und Historiker.
Er erhielt nach den Universitätsstudien eine Stelle in der Lehre der philosophischen Fakultät in Bourges, gab diese aber nach zwei Jahren wieder auf und trat 1605 zu Paris in den Jesuitenorden ein. Er lehrte an verschiedenen Kollegien der Jesuiten und wurde 1621 Professor der Theologie in Paris.
Nach Denis Pétau sind die Annales Petaviani, der Mondkrater Petavius und die Petavius-Rillen benannt.

## Werke
- De doctrina temporum. 2 Bde. Paris 1627
- Uranologion. Paris 1630
- Tabulae chronologicae regum, dynastiarum, urbium, rerum Virorumque illustrium. Paris 1628
- Theologicorum dogmatum tomus primus–quartus. Cramoisy, Paris 1644.

Ein Auszug: Rationarium temporum (zuerst Paris 1633) diente lange als Lehrbuch für den Geschichtsunterricht in den Schulen besonders der Jesuiten.